# افسانه‌های گرید
افسانه‌های گرید (انگلیسی: Grid Legends) نام یک بازی ویدئویی به سبک رانندگی است که توسط کدمسترز توسعه یافته و به‌وسیلهٔ الکترونیک آرتس منتشر شده‌است. این بازی پنجمین قسمت از سری گرید می‌باشد که در ۲۵ فوریه ۲۰۲۲ برای مایکروسافت ویندوز، پلی‌استیشن ۴، پلی‌استیشن ۵، اکس‌باکس وان، و اکس‌باکس سری اکس/اس منتشر شد.